# Alex Rybakov
Alex Rybakov (nacido el 27 de enero de 1997) es un tenista profesional de Estados Unidos, nacido en la ciudad de Plainview, Estados Unidos.

## Carrera
Su mejor ranking individual es el N.º 602 alcanzado el 30 de noviembre de 2015, mientras que en dobles logró la posición 1374 el 11 de mayo de 2015.
No ha logrado hasta el momento títulos de la categoría ATP ni de la ATP Challenger Tour.